# Jan Halldin
Jan Halldin född Jan Torsten Halldin 28 februari 1942 i Göteborg, svensk journalist och manusförfattare.

## Filmmanus
- 1985 - Ubåt! En till sannolikhet gränsande visshet